# Himachalia
Himachalia là một chi bướm đêm thuộc họ Noctuidae.